# Ziemskie pole magnetyczne

Schematyczne przedstawienie linii pola magnetycznego Ziemi

Pole magnetyczne daleko od Ziemi: linie pola są deformowane przez wiatr słoneczny

Ziemskie pole magnetyczne – pole magnetyczne występujące naturalnie wewnątrz i wokół Ziemi. Odpowiada ono w przybliżeniu polu dipola magnetycznego z jednym biegunem geomagnetycznym w pobliżu geograficznego bieguna północnego i z drugim biegunem geomagnetycznym w pobliżu bieguna południowego. Linia łącząca bieguny geomagnetyczne tworzy z osią obrotu Ziemi kąt 9,98°. Pole magnetyczne rozciąga się na kilkadziesiąt tysięcy kilometrów od Ziemi, a obszar, w którym ono występuje nazywa się ziemską magnetosferą.
Zespół naturalnych zjawisk magnetycznych związanych z Ziemią jako planetą nazywane jest geomagnetyzmem, badanie tych zjawisk jest domeną geofizyki.

## Kwestia nazewnictwa biegunów

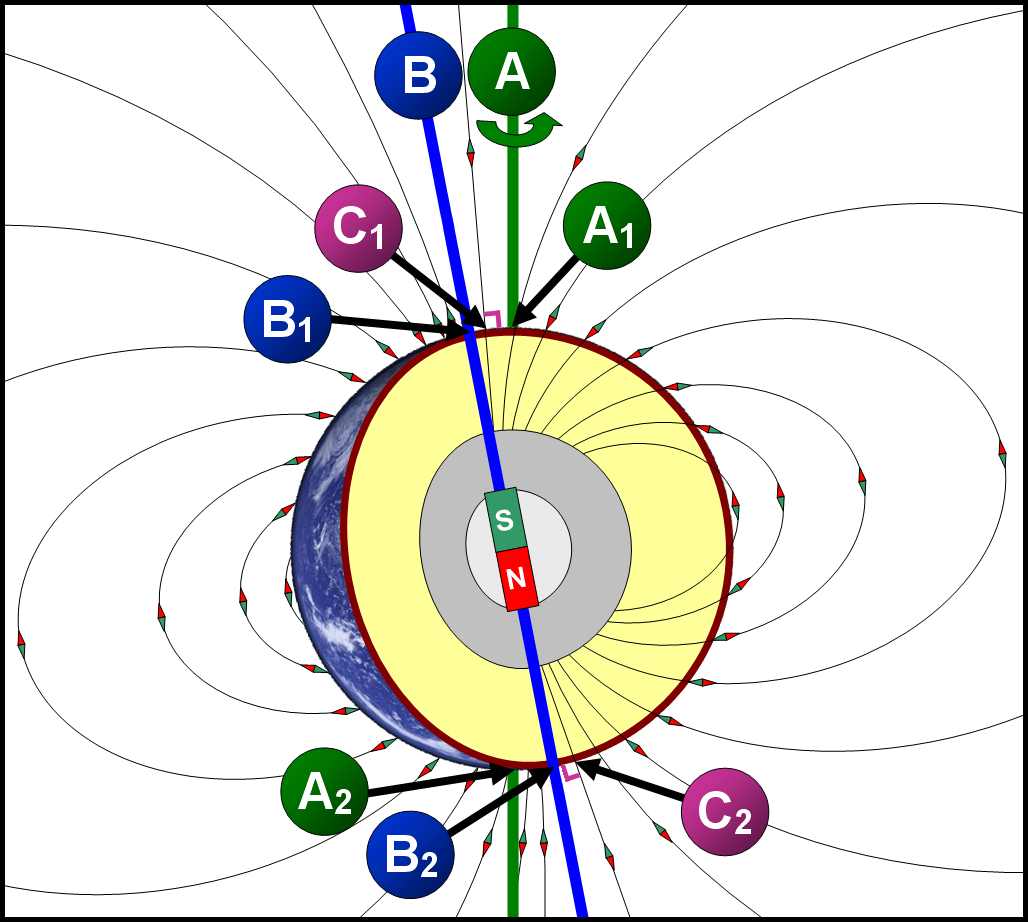
Diagram reprezentujący bieguny: geograficzne (A), geomagnetyczne (B) oraz magnetyczne (C)

Termin „biegun magnetyczny” oznacza najczęściej miejsce, w którym inklinacja magnetyczna osiąga 90°, tj. swobodnie zawieszona igła kompasu znalazłaby się w pozycji dokładnie pionowej (dla kompasu ustawionego pionowo, tj. oś igły jest ustawiona poziomo, a igła obraca się w płaszczyźnie pionowej). Miejsca przecięcia osi dipola ziemskiego pola magnetycznego z powierzchnią Ziemi nazywa się biegunami geomagnetycznymi. Bieguny te nie pokrywają się z biegunami magnetycznymi, jako że pole magnetyczne Ziemi ma nie tylko składową dipolową, lecz także składowe o wyższej multipolowości.
Jako biegun północny igły magnetycznej (i ogólnie magnesów) przyjęło się wskazywać ten z jej końców, który wskazuje geograficzną północ. Jest on przyciągany przez odwrotnie spolaryzowany biegun magnetyczny Ziemi, skąd wynika, iż na północnej półkuli Ziemi znajduje się południowy biegun jej pola magnetycznego, i odwrotnie: na półkuli południowej znajduje biegun północny. Mimo to często stosowane jest oznaczanie biegunów magnetycznych Ziemi zgodnie z nazwami biegunów geograficznych, a odwrotnie w stosunku do oznaczeń biegunów magnesu stosowanych w fizyce.

## Położenie

Zmiany położenia północnego bieguna magnetycznego w czasie

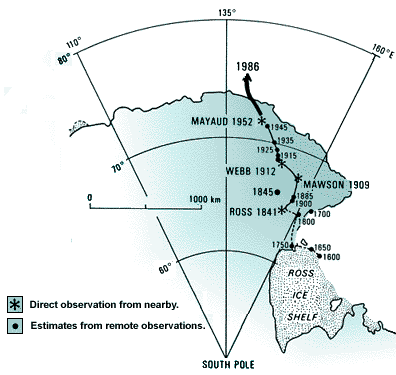
Zmiany położenia południowego bieguna magnetycznego w czasie

Bieguny magnetyczne cały czas przesuwają się po powierzchni Ziemi z prędkością około 15 km na rok, zataczając kręgi. Bieguny magnetyczne nie leżą dokładnie po przeciwnych stronach Ziemi, ich położenie w czasie przedstawia tabela:
| Północny biegun magnetyczny   | (1965) 75,0° N 100,4° W | (1998) 79,5° N 106,5° W | (2004) 82,2° N 114,0° W | (2010) 84,97° N 132,35° W |
| Południowy biegun magnetyczny | (1965) 66,0° S 139,5° E | (1998) 64,3° S 138,3° E | (2004) 63,5° S 138,0° E | (2010) 64,42° S 137,34° E |

## Opis pola magnetycznego
W każdym punkcie przestrzeni pole magnetyczne określone jest wektorem natężenia pola magnetycznego. Wektor ten określa się przez podanie współrzędnych w układzie współrzędnych Ziemi podając jego składową północną, wschodnią i pionową. W układzie współrzędnych cylindrycznych określa się deklinację, składową poziomą oraz składową pionową, a w układzie sferycznym określa się inklinację, deklinację i moduł natężenia.
Deklinacja pola magnetycznego jest to kąt między jego składową poziomą a południkiem geograficznym.
Inklinacja jest to kąt jaki tworzy wektor natężenia pola z płaszczyzną poziomą.
Na mapach wytycza się linie łączące punkty o jednakowej deklinacji zwane izogonami.
Linie łączące punkty o jednakowej inklinacji, to izokliny, izoklina odpowiadająca inklinacji równej 0° nazywana jest równikiem magnetycznym.

## Natężenie pola magnetycznego
Natężenie pola magnetycznego jako pierwszy zmierzył Carl Friedrich Gauss w 1835 roku, od tego czasu pole magnetyczne było mierzone wielokrotnie, a od XX wieku jest mierzone regularnie w wielu ośrodkach badawczych. Dane z tego okresu wykazują, że pole magnetyczne cały czas zmienia się. Przy czym wyróżnia się składową zmienną oraz wartość uśrednioną zwaną stałym polem magnetycznym. Stałe pole magnetyczne ulega też powolnej zmianie, obecnie słabnie wykładniczo z czasem połowicznego zaniku w przybliżeniu równym 1400 lat. Obecnie jest 10–15% słabsze niż 150 lat temu.
Natężenie pola magnetycznego jest znacznie większe w jądrze Ziemi niż na jej powierzchni. Przeciętna indukcja magnetyczna pola magnetycznego w jądrze zewnętrznym wynosi 25 gausów – 50 razy tyle co na powierzchni Ziemi.

## Stałe pole magnetyczne

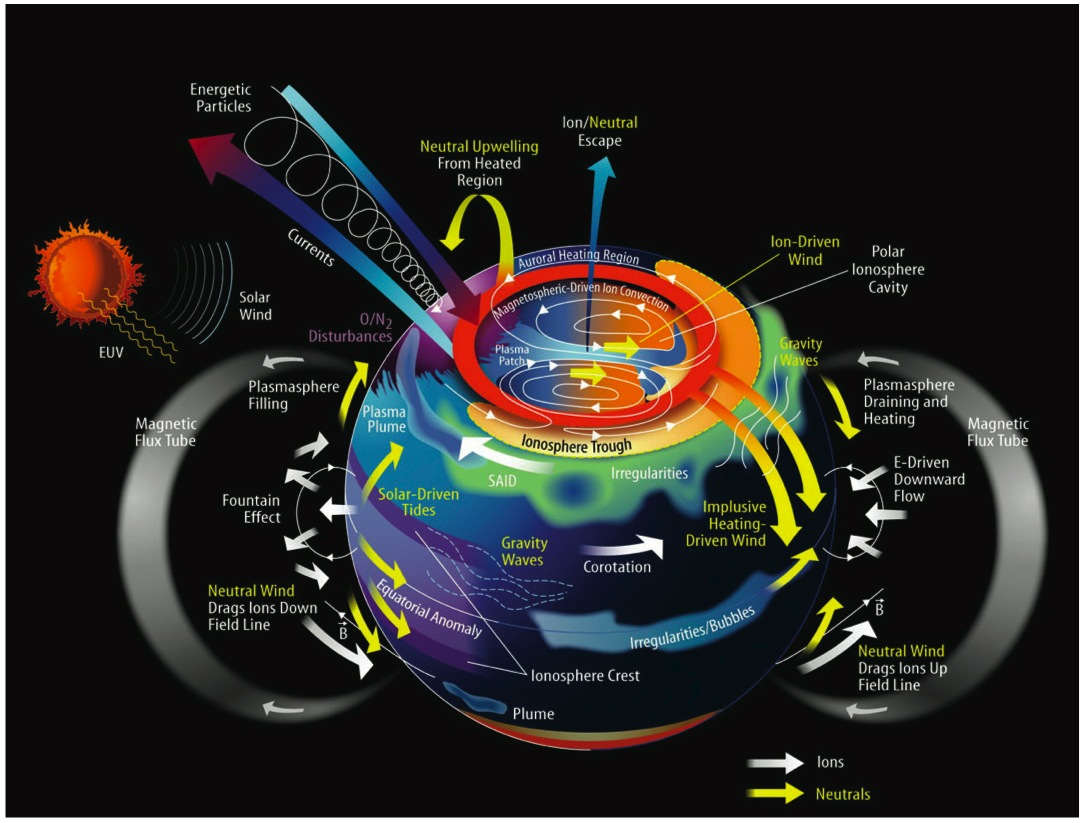
Schemat zjawisk magnetycznych w jonosferze i termosferze

Obecnie indukcja ziemskiego pola magnetycznego przy powierzchni Ziemi zawiera się w granicach od 30 mikrotesli (odpowiada to natężeniu pola magnetycznego 24 A/m) dla większości obszarów na małych i średnich szerokościach geograficznych do 60 mikrotesli (48 A/m) w okolicach biegunów magnetycznych w północnej Kanadzie, w południowej Australii oraz w części Syberii. Średnia kwadratowa indukcja przy powierzchni Ziemi wynosi około 45 mikrotesli i zmniejsza się ze średnią szybkością 80 nanotesli na rok
Do badania pola magnetycznego używa się magnetometrów, które rejestrują niewielkie odchylenia natężenia i kierunku pola magnetycznego wywołane pokładami rud żelaza, zastygłej lawy wulkanicznej i innych struktur geologicznych. Obszary, w których kierunek pola magnetycznego wyraźnie odbiega od średniego dla danej szerokości geograficznej, nazywa się anomaliami magnetycznymi. Jedną z największych anomalii magnetycznych jest Kurska anomalia magnetyczna wywołana występowaniem na tym obszarze ogromnych pokładów rud żelaza. Używając magnetometrów skonstruowanych podczas II wojny światowej do wykrywania okrętów podwodnych, dokonano dokładnych pomiarów zmian pola magnetycznego dna oceanicznego. Gdy wypływający z głębi bazalt zastyga, stygną też towarzyszące mu minerały, stając się ferromagnetykami. „Zamrażają” one w sobie pole magnetyczne skierowane zgodnie z ówczesnym kierunkiem ziemskiego pola magnetycznego (magnetyzacja szczątkowa), pole to nie zmienia się już pomimo zmian pola zewnętrznego. Badając skały wulkaniczne można określić kierunek i natężenie pola magnetycznego w przeszłości. Dział nauki, który zajmuje się badaniem pola magnetycznego w przeszłości, nazywany jest paleomagnetyzmem.

## Zmienne pole magnetyczne
Zmienne pole magnetyczne zmienia swoją wartość o 1% jego wartości, czasami zmiana ta dochodzi do 5%. Główną przyczyną zmian są zjawiska zachodzące wokół Ziemi, takie jak deformacja pola magnetycznego wywoływana przez wiatr słoneczny, zmiany w jonosferze ziemskiej (dynamo atmosferyczne). Obserwuje się zmiany okresowe z najsilniejszą zmianą dobową, znacznie słabszą zmianę wywołaną położeniem Księżyca. Przyczyną powtarzających się zmian dobowych jest słoneczne promieniowanie elektromagnetyczne wpływające na intensywność prądów w jonosferze. Także Księżyc powoduje pływy w jonosferze ziemskiej, będącej częścią atmosfery.
Duży wpływ na zaburzenia ziemskiego pola magnetycznego ma aktywność słoneczna w postaci koronalnych wyrzutów masy i zmian w natężeniu wiatru słonecznego. Czasami powodują duże zmiany głównie składowej horyzontalnej, określane mianem burz magnetycznych, podczas których następują zakłócenia w łączności, a czasem nawet uszkodzenia linii przesyłowych energii elektrycznej. Zorza polarna staje się jasna i obserwuje się ją wtedy na szerokościach geograficznych, gdzie zwykle nie występuje: nawet w Polsce albo nawet jeszcze dalej na południe.

### Klasyfikacja zmian pola magnetycznego Ziemi
Zmienne pole magnetyczne Ziemi jest definiowane jako różnica pomiędzy wartością obserwowaną składowych natężenia pola magnetycznego a średnią wartością obliczoną dla ustalonego przedziału czasowego. Wyróżniamy następujące zmiany czasowe pola magnetycznego:
1. Zmiany długookresowe (wiekowe) – wywoływane przez powolne zmiany namagnesowania wnętrza Ziemi. Mają charakter zjawisk periodycznych o okresie 500–600 lat. Przyczyną jest przesuwanie się bieguna magnetycznego Ziemi po krzywej zamkniętej.
2. Zmiany krótkookresowe:
  1. Zmiany spokojne (płynne) podlegające określonym prawidłowościom wywołane przez ruchy przypływowe jonosfery.
    1. zmiany dobowe słoneczne,
    2. zmiany dobowe księżycowe,

  2. Zmiany zaburzone. Mają one charakter nieuporządkowany.
    1. zmiany nieregularne,
    2. zmiany aperiodyczne,
    3. wariacje dobowe zaburzone,
3. Zakłócenia i burze magnetyczne. Są to nagłe i nieokresowe zmiany elementów pola magnetycznego Ziemi (czas trwania do kilku dni).
  1. zakłócenia lokalne,
  2. zakłócenia zatokowe (charakter prawidłowy, lecz nie posiadające okresu),
  3. burze magnetyczne (wywoływane są przez promieniowanie korpuskularne pochodzące od Słońca),
  4. pulsacje (sinusoidalne wahania natężenia pola o amplitudzie kilku jednostek i okresie kilku minut).

## Pole magnetyczne w przeszłości
Paleomagnetyzm jest dziedziną geomagnetyzmu zajmującą się badaniem pola magnetycznego w przeszłości. Metoda paleomagnetyczna opiera się na fakcie, że powstające skały (zarówno wylewne, jak i osadowe) ulegają trwałemu namagnesowaniu w momencie zastygania lub sedymentacji w sposób zgodny z panującym w danym czasie polem magnetycznym; namagnesowanie to pozostaje pomimo zmian kierunku zewnętrznego pola magnetycznego. Badając skały w miejscu ich narastania, można określić kierunek pola magnetycznego w przeszłości.
Na podstawie badań lawy wulkanicznej na Hawajach stwierdzono, że ziemskie pole magnetyczne zmienia cały czas swe natężenie, a co kilkadziesiąt tysięcy do milionów lat zmienia swój kierunek (przebiegunowanie Ziemi). Średni czas między przebiegunowaniami wynosi 250 tys. lat, ostatnie wystąpiło około 780 tys. lat temu.
Nie ma obecnie jasnej teorii opisującej przyczyny przebiegunowania.

## Powstawanie pola magnetycznego
Najstarsze poglądy, mówiące, że pole magnetyczne jest wynikiem namagnesowana głębokich warstw Ziemi, zostały skrytykowane na początku XX w. po odkryciu przez Pierre’a Curie granicznej temperatury, powyżej której substancje przestają być ferromagnetykami. Temperatura wnętrza Ziemi jest znacznie wyższa od temperatury Curie znanych substancji.
Teorią uznawaną obecnie za najbardziej prawdopodobną jest hipoteza zaproponowana przez Edwarda Bullarda, mówiąca, że pole magnetyczne Ziemi wywołują wirowe prądy elektryczne płynące w płynnym jądrze Ziemi. Teoria ta, zwana „samowzbudne dynamo” lub „geodynamo”, znajduje poparcie w magnetohydrodynamice – uzyskuje tu uzasadnienie matematyczne w modelu zwanym dynamem magnetohydrodynamicznym.
Obecnie uważa się, że siłą napędową geodynama są prądy konwekcyjne w płynnym jądrze Ziemi. W prądach tych, ruch obrotowy Ziemi poprzez efekt Coriolisa, wywołuje wiry działające jak jednobiegunowy generator Faradaya, wytwarzając prąd elektryczny, który wytwarza pole magnetyczne.
Modele matematyczne, bazujące na założeniach dynama magnetohydrodynamicznego, przewidują zmiany pola magnetycznego oraz utratę jego charakteru dipolowego.